# Чекаболь
Чекабо́ль (перс.  چقابل‎) — небольшой город на западе Ирана, в провинции Лурестан. Входит в состав шахрестана Кухдешт. На 2006 год население составляло 4 801 человек.

## География
Город находится в центральной части Загроса, в горной местности, на высоте 1 076 метров над уровнем моря.
Чекаболь расположен на западе Лурестана, на расстоянии приблизительно 80 километров к западу от Хорремабада, административного центра провинции и на расстоянии 13 километров к юго-западу от Кухдешта.